# Kingsey Falls
Kingsey Falls es una ciudad de la provincia de Quebec, Canadá. Está ubicada en el municipio regional de condado de Arthabaska y a su vez, en la región administrativa de Centre-du-Québec (Centro de Quebec).

## Política
Hace parte de las circunscripciones electorales Drummond—Bois-Francs a nivel provincial y de Richmond—Arthabaska a nivel federal.

## Demografía
La población es de 2.000 habitantes y habla francés.

## Economía
Agricultura: producción de leche, jarabe de arce, miel y frambuesa. Hay cría de vacas.
Kingsey Falls es la municipalidad donde opera la multinacional Cascades, fundada en 1964 por los hermanos Lemaire. 